# 西田圭李
西田 圭李（にしだ けりい、2003年11月1日）は、日本の俳優、モデル。
スターダストプロモーション第三事業部所属。

## 略歴
- 2013年、スターダストプロモーションに所属。
- 2022年以降、様々なアーティストのMVに多数出演する。

## 出演

### テレビドラマ
- 輝☆ご当地大使 / 私立輝女学園 モノコト部（2016年4月～2017年3月、J:COMテレビ）- 第3期生
- 執事西園寺の名推理2  最終話 （2019年6月14日、テレビ東京） - 高本ひなの 役
- 私と夫と夫の彼氏  第3・4・9話（2023年、テレビ東京） - 沙耶 役
- 愛の、がっこう。 （2025年7月10日-、フジテレビ） - レギュラー生徒 役

### 映画
- 虹色デイズ（2018年7月6日公開）
- ライアー×ライアー（2021年2月19日公開）
- 日曜日とマーメイド （2022年8月7日公開） - アスカ 役[2]
- 恋わずらいのエリー（2024年3月15日公開）

### 舞台
- 少女劇団いとをかし 第3回公演「シーパー」（2015年9月、川崎市アートセンター アルテリオ小劇場 ）
- 少女劇団いとをかし 第4回公演「シーパー REMAKE」（2016年2月、ラゾーナ川崎プラザソル）
- 少女劇団いとをかし 第6回公演「ブのカツのハナシ」（2017年2月、川崎市アートセンターアルテリオ小劇場）
- 少女劇団いとをかし 第7回公演「私と日記を巡る、いくつかの物語」（2017年9月、川崎市アートセンターアルテリオ小劇場）
- 「ゲートシティーの恋」(2020年1月28〜2月2日、テアトルBONBON） - ノエル 役
- 「レモンゼリーのプールで泳ぐ」（2020年11月4〜8日、劇場MOMO） - ミカ 役
- Do It Over 第4回公演「その日、そのステージの上で」（2022年9月、渋谷区文化総合センター大和田 伝承ホール）
- 「会議は踊る、されど進まず」（2022年11月10〜13日、シアターKASSAI）– 羽馬凛 役
- OFFICE SHIKA×新宿シアタートップス『9階団地のスーパースター』（2024年2月29〜3月10日、新宿シアタートップス / 3月15日〜17日、AI・HALL） - マーチ 役[3]
- ミュージカル「モンタージュ～届けたい一通のラブレター～」(2024年6月26〜30日、上野ストアハウス)  - 糸田ケイコ 役

### ミュージックビデオ
- 175R 「ANNIVERSARY」（2018年10月3日）
- ときめき♡宣伝部  「すきっ！」（2018年4月11日）
- HONG¥O.JP[本業JP]「high skrrr boyz」（2019年4月10日）
- SAKI 「Days」（2020年5月27日）
- 斉藤壮馬 「幻日」（2022年2月9日）
- back number 「水平線（SCENT OF HUMOR TOUR 2022 Ver.）」（2022年9月21日）
- チロルチョコ株式会社 「オリジナルバレンタインMV」（2023年）
- SUPER BEAVER 「値千金」（2024年1月7日）
- SHISHAMO 「いっそこの心臓の音が君に聞こえたら」（2024年7月26日）
- 松田今宵 「遮光カーテン」（2024年10月9日）
- ねぐせ。「アタシのドレス」（2025年1月12日）[4]
- 花譜 「代替嬉々」（2025年3月5日）[5]
- トンボコープ 「始まりの合図」（2025年3月8日）

### CDジャケット
- harha 「マスカレード」（2025年7月23日）

### 広告
- マクドナルド CM 「500円バリューセット こんな時間が、ゴチソーだ。夏篇」（2019年8月21日 –1クール）
- 親和プランニング CM 「すくラボ」（2020年）
- 「東京タワー」 TVer内 CM（2022年9月1日～）
- Canon　your EOS.「無限」篇 （2023年）
- JAPAN MOBILITY SHOW2023 豊田合成(株)紹介ブース　映像ナビゲーター

### 雑誌・書籍
- 季刊ガーリーフォトブック「ihme issue12（TIME）」（2023年8月31日発売）
- COVER hair's magazine 2024
- 季刊ガーリーフォトブック 「ihme issue18 （Whimsical Unfolding Mirage）」（2025年6月25日発売）